# Початок (гідрологічний заказник)
Поча́ток — гідрологічний заказник місцевого значення. Входить до природно-заповідного фонду України, охороняється як національне надбання і є складовою частиною світової системи природних територій та об'єктів, що перебувають під особливою охороною.
Розташований у межах Липовецького району Вінницької області, на території Вербівської сільської ради, поблизу селища Ксаверівка.
Площа 15,4 га. Має назву «Початок» тому, що розташований поблизу витоку річки Соб.
Створений Рішенням 3-ї сесії 23 скликання Вінницької обласної ради від 29 квітня 1999 року у відповідності до подання Вербівської сільської ради від 29 січня 1998 року. Згідно з охоронними зобов'язаннями, підписаними 22 грудня 2003 року начальником управління екології і природних ресурсів та Вербівським сільським головою, тут обмежується будь-яка шкідлива для довкілля діяльність: будівництво, меліорація, миття техніки, оранка, влаштування пасовищ, прогін худоби, організація сміттєзвалищ, таборів відпочинку, проїзд автотранспорту, господарське використання земельних ділянок.